# Benfica (Lisboa)
Benfica es una freguesia portuguesa perteneciente al municipio de Lisboa, con 7,94 km² de área y 38 523 habitantes (2005). La densidad poblacional asciende a 4852,0 hab/km².
En Benfica se encuentra gran parte del pulmón verde de la ciudad, el Parque Forestal de Monsanto (casi dos tercios).

## Historia
Las condiciones naturales del lugar, otrora un valle fértil con un curso de agua, explican que se haya verificado la ocupación humana del territorio desde el inicio de la Prehistoria.
Son conocidos restos arqueológicos del Paleolítico, Neolítico y Calcolítico, cuyos descubrimientos están repartidos por varios museos lisboetas.

### Vestigios Romanos
Existe una leyenda que dice que la Quinta da Granja está construida sobre una villa romana con la forma de un trébol de cuatro hojas, lo que hasta ahora no ha sido confirmado. Bajo la carretera de las Garridas consta que está soterrado un puente romano que atravesaba un pequeño riachuelo.

### Periodo musulmán
La presencia musulmana se hace notar en Benfica sobre todo por las ropas que llevaban los habitantes de la zona hasta el siglo XVIII. Los árabes denominaban a los habitantes de los arrabales de Lisboa çahroi (habitante del campo) que pasó al portugués como Saloios.

### Edad Media
A principios del siglo XIV se habían construido varios monasterios en Benfica, como el Mosteiro de Chelas y el Mosteiro de São Vicente de Fora así como la Quinta da Granja.
En 1322 aparecen menciones en documentos de esa época, a Benfica-la -nueva, donde se construyó el monasterio de Santo Domingo de Benfica.
En Benfica existían palacios que el rey no frecuentaba, apenas existen registros de la presencia de los reyes Dionisio I (1315), Alfonso IV (1331), Pedro I, (1364) y Juan I (1395).
El año de la creación de la freguesia de Benfica no está claro, pero se supone que data de los primeros tiempos de la Reconquista, tal y como sucedió con la mayoría de las iglesias parroquiales con invocación a Santa María.
La referencia más antigua a Santa María de Benfica data del año de 1337, en el testamento de María de Aboím. Después, sólo se tendrán noticias en 1390 y 1392, y en esa fecha ya tendría la invocación de Nuestra Señora del Amparo. De esa época, quedan como vestigios algunas de las tumbas que servirían de adorno a una casa cerca de la actual iglesia de Benfica.

## Lafreguesiade Benfica
Benfica era entonces una aldea de campesinos, donde abundaban las huertas, frutales y jardines. Como ellos, también vivían algunas órdenes religiosas que se instalaron en el territorio.

### SigloXVI
Benfica fue nombrada sede de juzgado, siéndole concedidos dos jueces privados. Fue también en esa época cuando se crearon tres importantes hermandades: Nuestra Señora del Amparo, Santo António y San Sebastián.

### SigloXVIII
A partir de 1730 se verificó un gran aumento demográfico. Esto se debió sobre todo a las obras del Aqueduto das Águas Livres. Y también a las nuecas clases ricas que habían sido atraídas a la zona por la belleza del paisaje.

### SigloXIX
Aparecen las comunicaciones con transportes públicos, y se asiste a la división de la parroquia en dos así como al crecimiento de la ciudad. En 1885 se separan del Concejo de Belém para pasar a formar parte del territorio de Lisboa.

### SigloXX
El territorio se divide y se crea São Domingos de Benfica en 1959. La ciudad continúa creciendo de forma veloz y descontrolada. Llegan más ricos que traen riqueza y mayor desarrollo a la tierra. En la década de los cincuenta habitaban el área cerca de 17 843 personas que pasaron a ser 50 000 cuarenta años más tarde.
En la última década del siglo XX, se asiste a una pequeña disminución de la población, que se queda en 42 000 habitantes debido al envejecimiento poblacional y a la emigración de los jóvenes a las zonas de las afueras de la ciudad.

## Demografía
| Gráfica de evolución demográfica de Benfica entre 2011 y 2021 |
|                                                               |
| Datos según el nomenclátor publicado por el INE portugués.    |

## Monumentos
La mayoría de los monumentos de Benfica qse encontraban en las quintas que se repartían por el territorio. Algunos de estos se encuentran en mal estado, tal y como la Vila Ana que aguarda su restauración y la Quinta da Granja cuyas obras para convertirla en parque urbano están paralizadas desde 2002.
Entre otros monumentos destacan:
- Chafariz de Benfica
- Igreja de Nossa Senhora do Amparo
- Igreja do Calhariz
- Parque Silva Porto
- Portas de Benfica
- Quinta do Peres
- Quinta da Granja

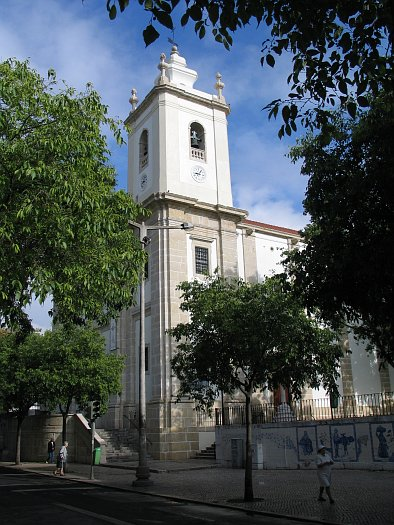
Iglesia de Nuestra Señora del Amparo.

- Parte del Aqueduto das Águas Livres
- Vila Ana

## Símbolos heráldicos
El escudo de la freguesia de Benfica está formado por un escudo en oro con la corona mariana que representa a la patrona de la freguesia, Nuestra Señora del Amparo. El escudo presenta dos pinos representando al Parque Forestal de Monsanto. El escudo está coronado por una corona mural de plata con tres torres. Por debajo del escudo está una cinta blanca con el nombre de la freguesia y del concejo al que pertenece.
El escudo fue aprobado el 23 de diciembre de 2004 por la comisión heráldica de la Asociación de Arqueólogos Portugueses, de la misma forma que fueron aprobados la bandera y el sello. La bandera es azul con un cordón y borlas doradas y azules. La lanza y la flor de lis también son doradas.